# Isola Loaf
Loaf è un piccolo isolotto satellite di Attu che fa parte delle isole Near, un gruppo delle Aleutine occidentali e appartiene all'Alaska (USA). Si trova sulla costa sud-orientale dell'isola di Attu, nella Massacre Bay.
L'isolotto è stato chiamato loaf ("pagnotta") dall'esercito americano durante l'occupazione di Attu nella seconda guerra mondiale.